# 曾侯乙编磬

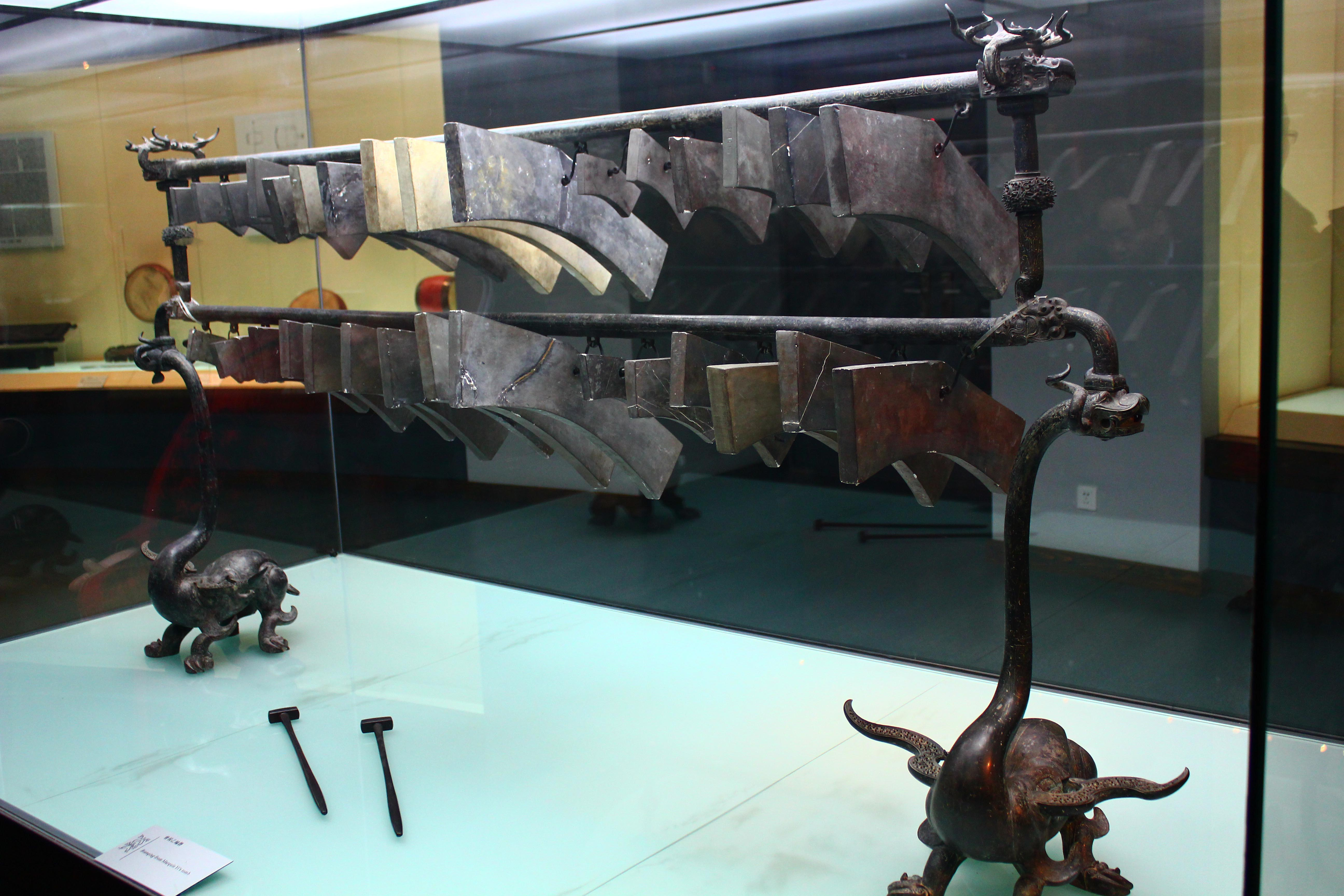
曾侯乙编磬，湖北省博物馆藏

曾侯乙编磬于1978年在中國湖北省随县曾侯乙墓出土，共32件，上面刻有乐律文字。该编磬高109厘米、宽215厘米，是古代一种敲击乐器。常与编钟相配，合奏“金石之声”。

## 簡介
與曾侯乙編鐘相伴而出的一套編磬，是古編磬中的傑出代表。青銅鎦金的磬架，高1.09米、寬2.15米，呈單面變層結構。一對集龍首、鶴頸、鳥身、鱉足為一體的怪獸銅立柱，咬合著兩根銅杆，杆底等距焊鑄銅環，以掛磬鉤。三十二石磬次序懸掛，與之相映成趣。據研究，全架編磬原有四十一塊，每磬發一音，為十二半音音列，音域跨三個八度，音色清脆明亮而獨具特色。磬塊上亦有與鍾銘相通的墨書和刻文，內容是編號、標音及樂律理論。其精美的磬架、眾多的磬塊、明確的編懸狀態、完備的配件（同出有裝磬之匣和磬槌）為迄今僅見。質料主要是石灰岩的磬塊，音色清澈優美，比當今的木琴更有餘韻，比鐘聲更加透明。它展示了三個八度的音樂風貌，豐富的半音顯示了旋宕轉調的功能。它與編鐘合奏，真謂金石齊鳴，悅耳動聽。更為驚嘆的是其中的最高音竟與鋼琴的最上一鍵（G8）相同。充分反映了古代磬氏設計製造定音樂器的成就，擴大了我們對古代宮廷隊音域範圍的視野。